# Vương nữ Salma bint Abdullah
Công chúa Salma bint Abdullah (Tiếng Ả Rập: سلمى بنت عبدالله; sinh 26 tháng 09 năm 2000) là con gái thứ hai và là người con thứ ba của vua Abdullah II của Jordan và Hoàng hậu Rania của Jordan công chúa Salma là một phần của nhà Hashemite và xem như là thế hệ thứ 44 hậu duệ trực tiếp của nhà tiên tri Muhammad.